# Climatizzazione radiante
La climatizzazione radiante è un sistema a pannelli radianti per ottenere il riscaldamento ambientale invernale e il raffrescamento ambientale estivo. I pannelli sono costituiti da serpentine di tubi tipicamente in materiale plastico, ma anche in altri materiali come il rame, e possono essere posti a pavimento, a soffitto e, in alcuni casi, anche a parete.

## Descrizione
Il fluido termovettore è l'acqua; calda, in inverno, prodotta da una caldaia, da un sistema a pompa di calore, o da altra fonte (ad esempio pannelli solari, combustione di biomasse ecc.); refrigerata, in estate, prodotta da una macchina frigorifera chiamata chiller. 
Nel caso della climatizzazione estiva occorre prestare attenzione alla temperatura dell'acqua circolante nei pannelli. Se troppo bassa si corre il rischio della formazione di condensa all'esterno di tubi e quindi di infiltrazioni di acqua nel pavimento o nei soffitti.
Il sistema di climatizzazione radiante, sia in riscaldamento sia in raffrescamento, è quello che più si avvicina alla fisiologia umana e quindi consente di ottenere ottimi livelli di comfort.
Nel caso del riscaldamento a pavimento in ambito civile, il passaggio del calore avviene, oltre che per convezione, per conduzione, tramite il contatto fra i piedi e il pavimento caldo.